# Convergencia Regionalista de Extremadura
Convergencia Regional de Extremadura (CREx) es un partido político regionalista de Extremadura (España), fundado por Tomás Martín Tamayo. Es uno de los componentes de la federación de partidos Coalición Extremeña.
Convergencia Regional de Extremadura fue inscrita en el registro de partidos políticos del Ministerio del Interior en julio de 1992. Su fundador era Tomás Martín Tamayo, entonces diputado en la Asamblea de Extremadura, para la que había sido elegido en las elecciones autonómicas de 1991 en las listas del Centro Democrático y Social.
En las elecciones a la Asamblea de Extremadura de 1995 se unió al Partido Regionalista Extremeño (PREx) y Extremadura Unida para formar una coalición electoral, Coalición Extremeña, que obtuvo el 3,86% y un escaño. Extremadura Unida abandonó posteriormente la coalición, pero desde entonces PREx y CREx han mantenido su alianza. En abril de 2003, Martín Tamayo abandonó el partido y concurrió en las listas del Partido Popular para las elecciones autonómicas. En diciembre, Coalición Extremeña pasó a definirse como una federación de partidos, unificándose en una única estructura los dos partidos que la componen.
Se presentaron dentro de la coalición a las Elecciones a la Asamblea de Extremadura de 2019:
- Unidas por Extremadura (Podemos-IU-Extremeños-Equo)
  - Podemos
  - Izquierda Unida
  - Coalición Extremeña
  - Equo